# Philippe Godard
Pour les articles homonymes, voir Godard.
 (septembre 2009).
Si vous disposez d'ouvrages ou d'articles de référence ou si vous connaissez des sites web de qualité traitant du thème abordé ici, merci de compléter l'article en donnant les références utiles à sa vérifiabilité et en les liant à la section « Notes et références ».
Philippe Godard, né en 1959, est un écrivain et essayiste français. Il écrit notamment, pour la jeunesse, des ouvrages documentaires sur des sujets de société et, pour les adultes, des essais. Il est par ailleurs intervenant à l'Institut Régional du Travail Social de Franche-Comté et a été directeur de collections chez différents éditeurs.

## Biographie
Il vit dans le Jura et y travaille ainsi que dans le Doubs.
Il a travaillé aux éditions Syros, Autrement et La Martinière. 
Il a également travaillé pendant 8 ans pour l'encyclopédie Hachette. Il y était membre du comité de rédaction et rédigeait des articles pour l'encyclopédie.
Il a dirigé des collections de livres documentaires jeunesse, notamment chez Autrement jeunesse, Syros et Desmaret.
Il se déplace dans les collèges et lycées à la demande des enseignants pour débattre sur des questions liées à la société et à la politique au sens étymologique du terme, autrement dit des thèmes abordés dans ses livres.